# (14613) Sanchez
(14613) Sanchez est un astéroïde de la ceinture principale.

## Description
(14613) Sanchez est un astéroïde de la ceinture principale. Il fut découvert le 13 octobre 1998 à Caussols par le projet ODAS. Il présente une orbite caractérisée par un demi-grand axe de 2,69 UA, une excentricité de 0,23 et une inclinaison de 1,8° par rapport à l'écliptique.

## Compléments